# Чемпіонат світу з біатлону 1982
20-ий чемпіонат світу з біатлону відбувався з 10 по 14 лютого 1982 року в спортивному комплексі Раубичі, що поблизу Мінська, Білорусь (на той час СРСР). До програми чемпіонату входили три гонки: спринт на 10 км, 20-кілометрова індивідуальна гонка та естафета 4х7,5 км. 

## Результати

### 20 км індивідуальна гонка
| Медаль | Ім'я           | Країна   | Промахи | Результат | Відставання |
| ------ | -------------- | -------- | ------- | --------- | ----------- |
| 1      | Франк Ульріх   | НДР      | 2       | 1:07:17,0 | 0,0         |
| 2      | Ейрік Квалфосс | Норвегія | 2       | 1:07:50,3 | +33.3       |
| 3      | Тар'є Крокстад | Норвегія | 5       | 1:10:48,6 | +3:31.6     |

### 10 км спринт
| Медаль | Ім'я             | Країна   | Промахи | Результат | Відставання |
| ------ | ---------------- | -------- | ------- | --------- | ----------- |
| 1      | Ейрік Квалфосс   | Норвегія | 2       | 33:03,2   | 0,0         |
| 2      | Франк Ульріх     | НДР      | 1       | 33:09,1   | +5,9        |
| 3      | Володимир Алікін | СРСР     | 2       | 33:21,6   | +18.4       |

### Естафета
| Медаль | Країна                                                                   | Штрафи | Результат | Відставання |
| ------ | ------------------------------------------------------------------------ | ------ | --------- | ----------- |
| 1      | НДР Франк Ульріх Матіас Юнг Матіас Якоб Бернд Хельміх                    |        |           |             |
| 2      | Норвегія Ейрік Квалфосс К'єль Собак Одд Лірхус Рольф Сторсвен            |        |           |             |
| 3      | СРСР Володимир Алікін Анатолій Аляб'єв Володимир Барнашов Віктор Семенов |        |           |             |

## Таблиця медалей
| Місце | Країна   | 1 | 2 | 3 | Всіх |
| ----- | -------- | - | - | - | ---- |
| 1     | НДР      | 2 | 1 | 0 | 3    |
| 2     | Норвегія | 1 | 2 | 1 | 4    |
| 3     | СРСР     | 0 | 0 | 2 | 2    |